# République maritime

Bannière des républiques maritimes les plus connues :
- lion de Saint Marc pour Venise
- croix de saint Georges pour Gênes
- croix de Malte pour Amalfi
- croix tréflée pour Pise

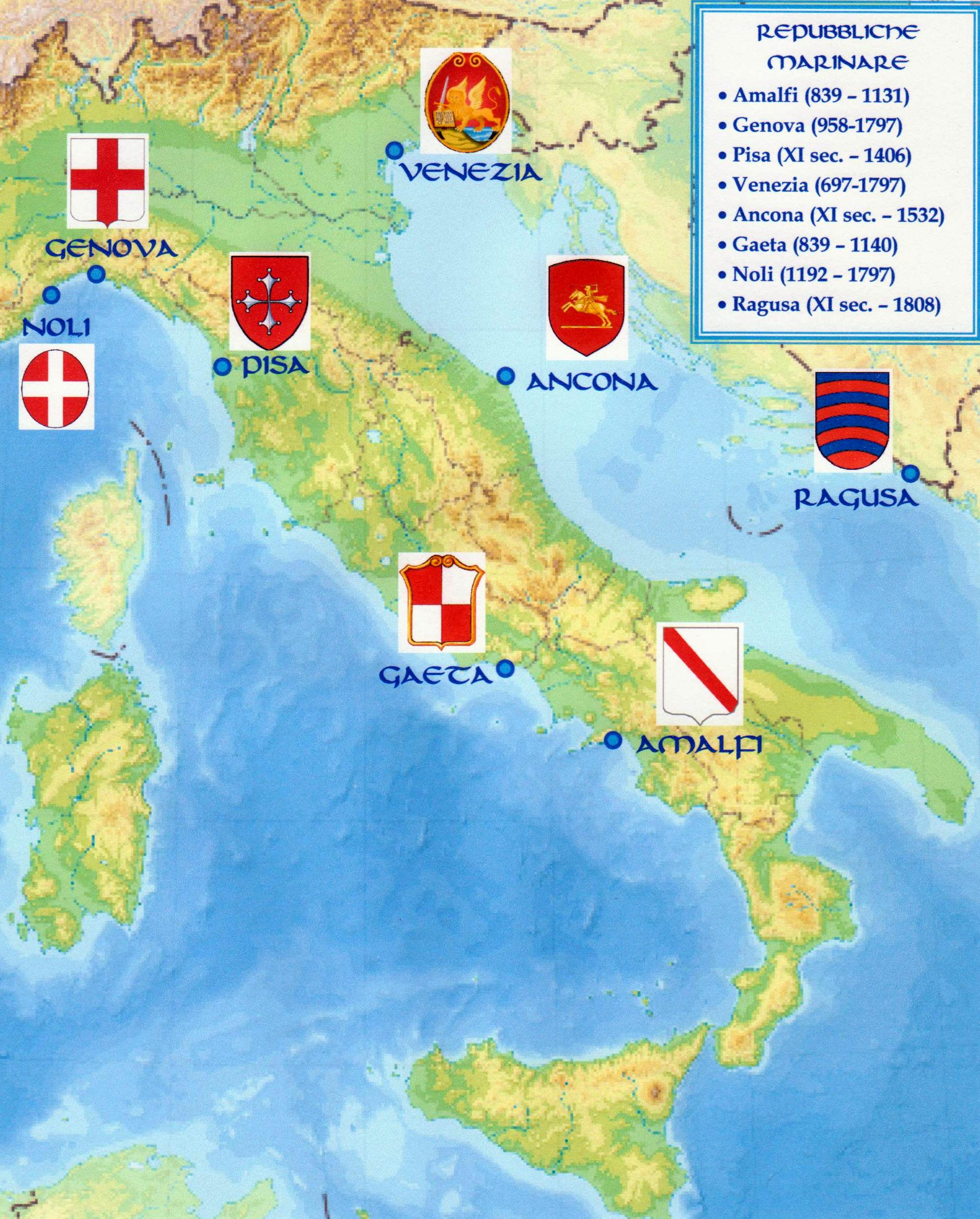
Républiques maritimes au XIe siècle
Ancona = Ancône; Gaeta = Gaëte; Genova = Gênes; Pisa = Pise; Ragusa = Raguse; Venezia = Venise

Le terme république maritime s'applique à quelques villes côtières, principalement italiennes qui, entre le Xe siècle et le XIIIe siècle, connurent un accès de prospérité économique grâce à leur activité commerciale dans le cadre d'une large autonomie politique.
Les républiques maritimes les plus connues sont celles d'Amalfi, de Pise, de Gênes et de Venise. D'autres villes indépendantes constituèrent également un gouvernement autonome de république oligarchique, frappèrent monnaie, participèrent aux croisades, possédaient une importante flotte et avaient des consuls et des colonies commerciales dans les ports méditerranéens. S'ajoutent donc à la liste de républiques maritimes celles de Gaète, d'Ancône, de Noli et de Raguse.

## Antiquité
On peut citer plusieurs exemples de cités qui ont possédé, durant l'Antiquité, des colonies et ont été des puissances commerciales :
- Athènes et de nombreuses villes de la Grèce ou de la Grande-Grèce (Syracuse, Tarente…) à l'époque classique.
- Carthage (voir Civilisation carthaginoise).
- Marseille (Corse, Amporion…)
- Villes de Phénicie (Byblos, Sidon et Tyr), bien qu'il s'agisse de monarchies et non de républiques.

## Contexte historique
La reprise économique qui eut lieu en Europe autour de l'an mil, ainsi que l'insécurité des voies de communication terrestres, firent que les principales routes commerciales se développèrent sur les côtes de la Méditerranée. Dans ce contexte, l'indépendance croissante, tour à tour assumée par les villes maritimes italiennes susdites, les amena à assumer un rôle de premier ordre sur le plan européen.
Dans le vide politique qui caractérisait le haut Moyen Âge, ces villes, exposées aux incursions des pirates, surtout sarrasins, organisèrent de manière autonome leur défense en se dotant de puissantes flottes de guerre. Au Xe siècle et au XIe siècle, elles furent à même de passer à l'offensive en exploitant les rivalités entre les puissances maritimes byzantine et musulmane. La première république maritime à obtenir une force économique considérable fut Amalfi.
Pour le contrôle du commerce avec l'Asie et l'Afrique, les républiques maritimes entrèrent en compétition avec les Arabes, les Byzantins, puis les Ottomans.

## Contexte politique et économique
Sur le plan institutionnel, les républiques se constituèrent en gouvernements autonomes, issus des corporations marchandes qui constituaient la vigueur de la puissance citadine. Leur histoire débute avec l'expansion européenne vers l'est, qui se réalisa par le contrôle des routes méditerranéennes en arrachant aux musulmans la suprématie navale. C'est dans ce contexte qu'apparaissent les premières origines du capitalisme moderne, au sens commercial et financier, comme avec les maone.
Les marchands des républiques maritimes italiennes créèrent les premières formes économiques de capitalisme. En frappant des monnaies d'or, en désuétude depuis des siècles, en mettant au point de nouvelles opérations d'échange et de comptabilité, ils encouragèrent les progrès technologiques dans la navigation, support fondamental pour la croissance de leur richesse commerciale. Les républiques maritimes unirent leurs efforts et instaurèrent la suprématie italienne en Méditerranée pendant les croisades, qui leur offraient l'occasion de réaliser leurs objectifs expansionnistes.
Venise et Amalfi étaient déjà engagés dans le commerce avec l'Orient. Cependant, avec les croisades le phénomène s'accrut, et des milliers d'Italiens émigrèrent vers l'Est, en créant des bases, des escales et des comptoirs commerciaux pour les républiques maritimes. Il en découla une grande influence politique des marchands italiens. Ils constituaient dans leurs centres d'affaires des associations à caractère corporatif, leur permettant d'obtenir des gouvernements des privilèges juridictionnels, fiscaux et douaniers locaux. Aussi, sur le plan politique, naquirent des dominations personnelles.
Les rivalités entre les républiques furent considérables et de nombreux conflits armés émaillèrent leur histoire.

## Histoire des républiques maritimes

### République d'Amalfi

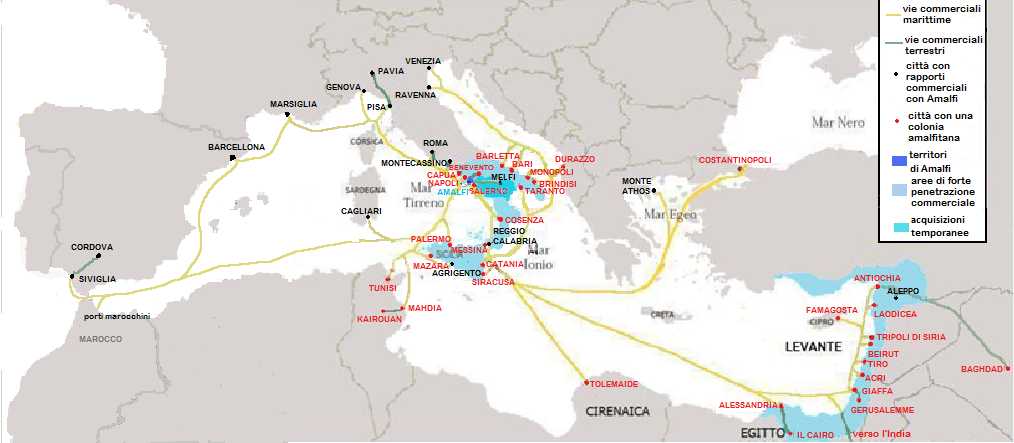
Carte des relations commerciales d'Amalfi

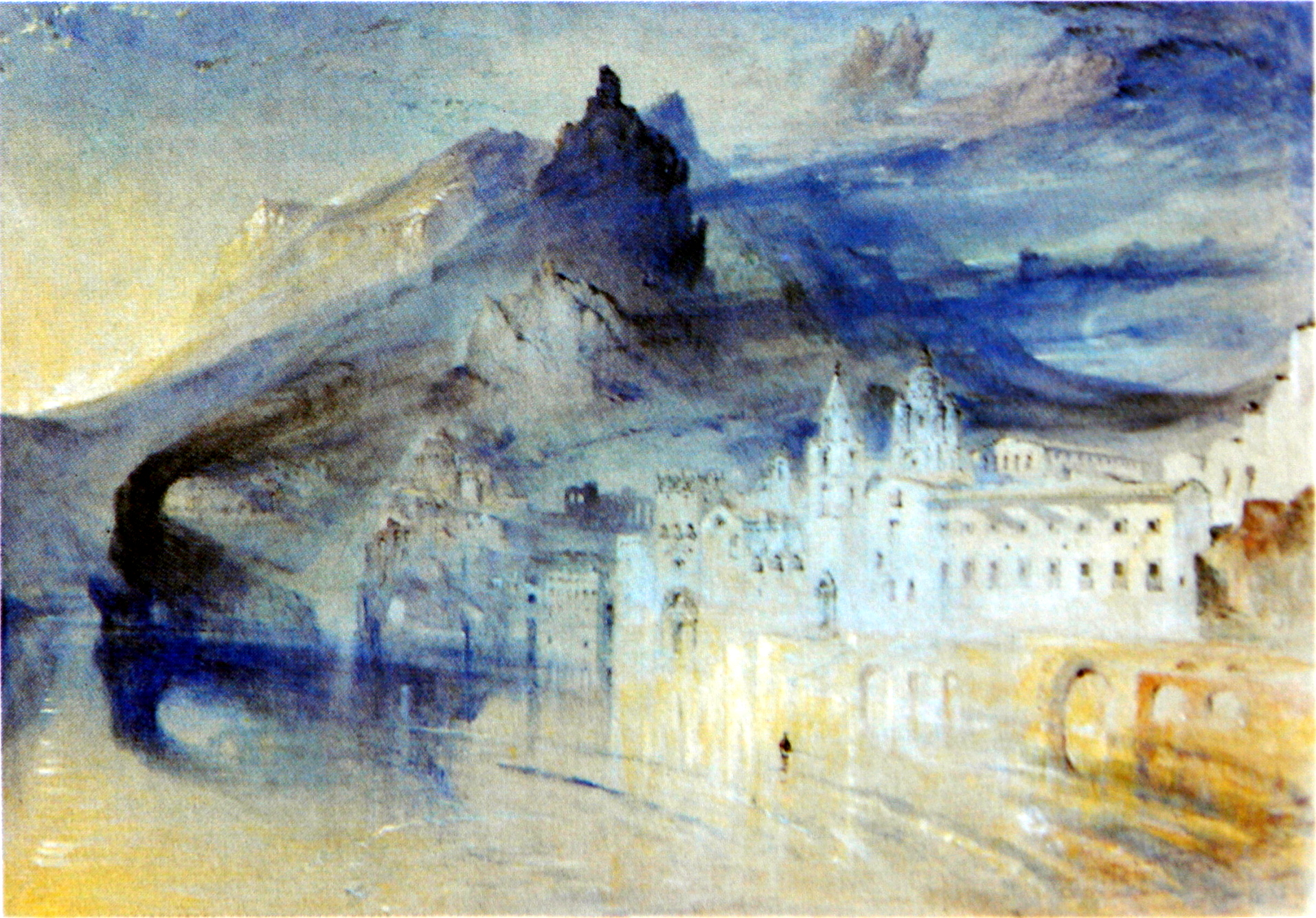
Port d'Amalfi (John Ruskin)

Les reconquêtes italiennes de l'empereur byzantin Justinien de 535 sont de nouveau perdues face à l'expansion du royaume lombard en Italie, prenant la Ligurie en 640 et conquérant la plus grande partie de l’exarchat de Ravenne en 751, ne laissant aux Byzantins que le contrôle de quelques petites zones en Italie du Sud ainsi que quelques villes côtières comme Venise, Naples, Gaète et Amalfi.
Cette dernière qui est sans doute la plus ancienne des républiques maritimes, avait développé d'importants échanges avec l'Empire byzantin et l'Égypte. Par la mise en place de routes commerciales de l'Italie méridionale vers le Moyen-Orient, au Xe siècle, les marchands amalfitains firent concurrence aux Arabes qui avaient jusqu'alors le monopole sur le commerce méditerranéen. Témoignant de la grandeur d'Amalfi, un code de lois, nommé les Tables Amalfitaines (Tavole Amalfitane), rassemblaient les règles du droit maritime de l'époque, code resté valide durant tout le Moyen Âge. Après avoir été la plus grande puissance navale d'Italie, Amalfi fut pillé par les Pisans en 1137, alors que la république se trouvait affaiblie par des catastrophes naturelles (inondations) et son annexion au royaume normand de Sicile. Après la conquête normande, Amalfi déclina rapidement et Naples la remplaça comme nouveau pôle marchand.

### République de Venise

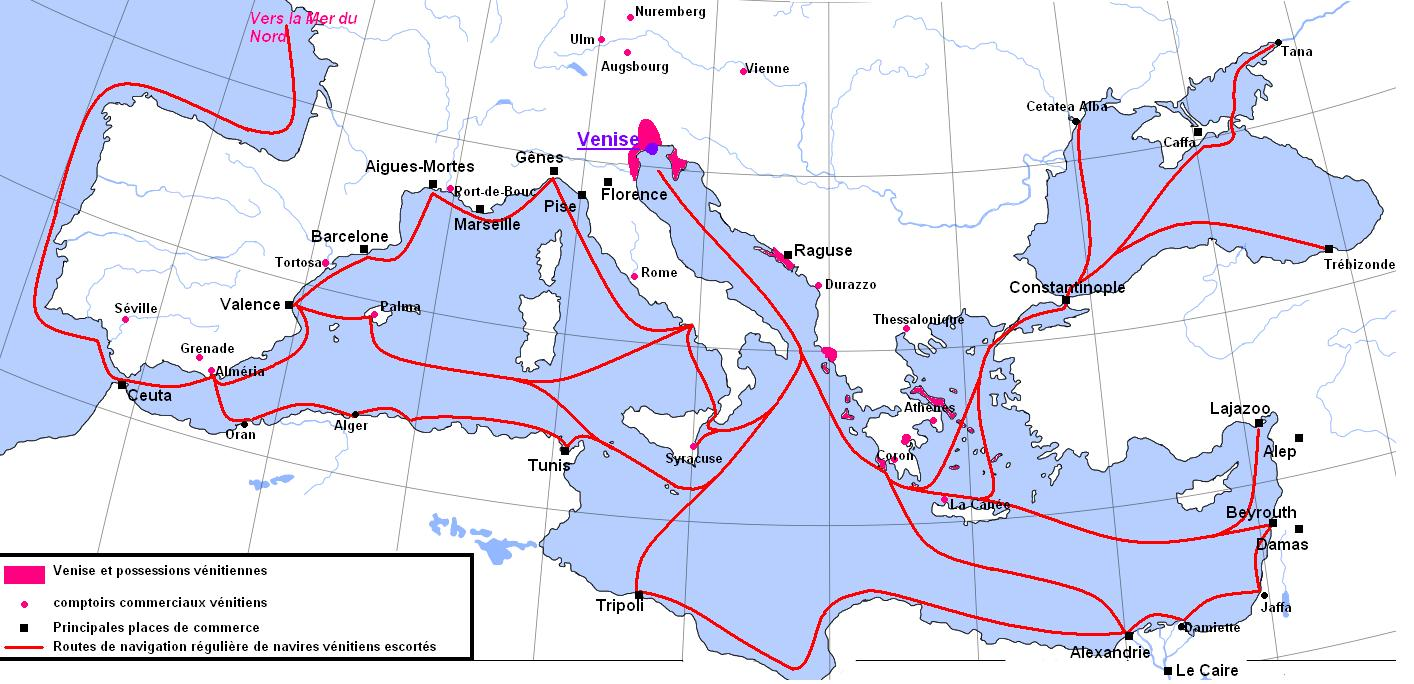
Carte des relations commerciales de Venise au Moyen Âge.

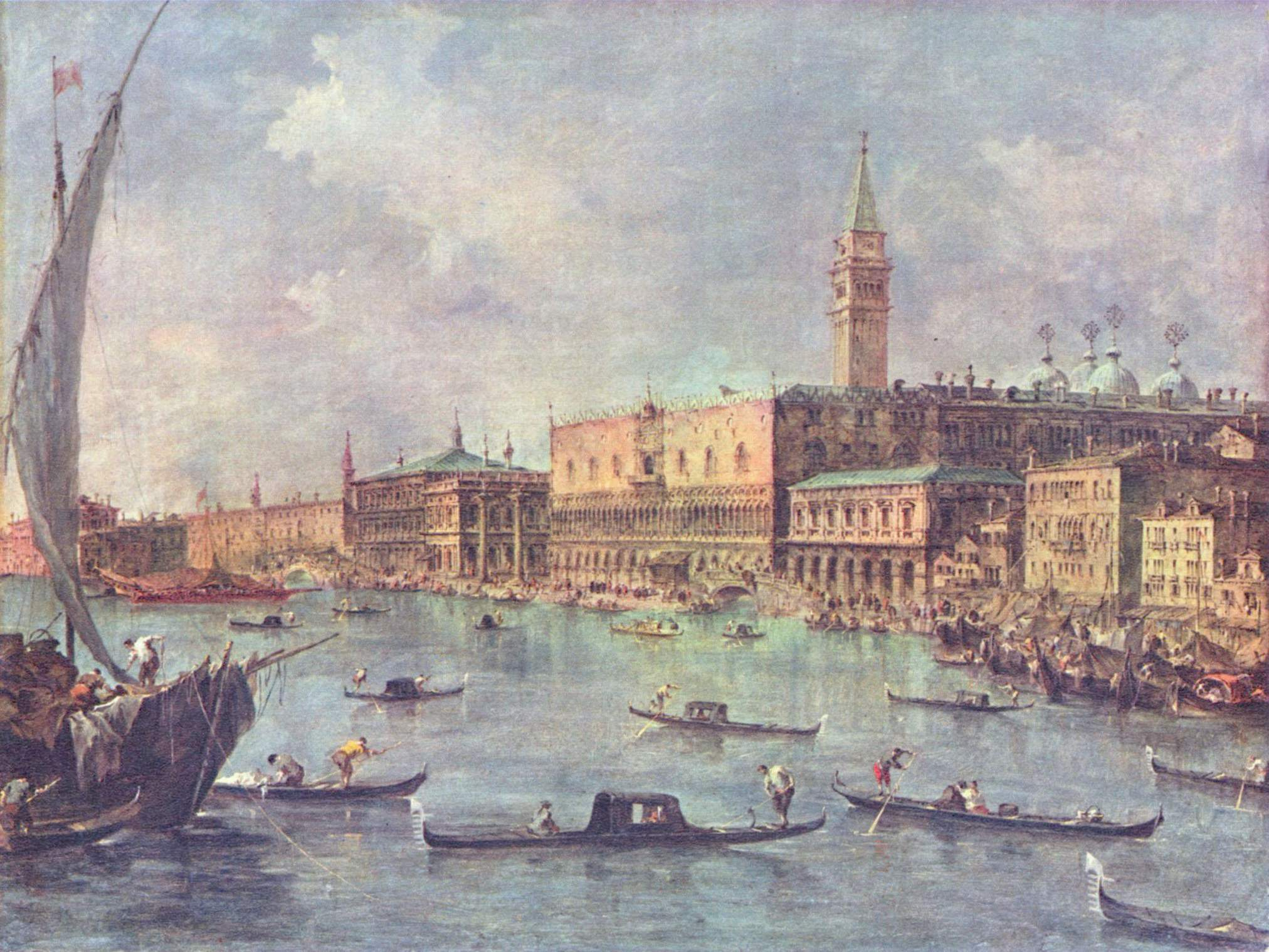
Port de Venise (Francesco Guardi, XVIIe siècle)

L'empire Byzantin occupant la plupart de ses forces militaires contre l'expansion musulmane, il ne put lutter contre la prise d'autonomie progressive de Venise dès le IXe siècle qui s'appuie sur la constitution d'une flotte commerciale pouvant se muer en flotte de guerre de première importance.
Malgré une indépendance croissante, Venise resta alliée à Byzance dans la lutte contre Arabes et Normands. Vers l'an mil, Venise vainquit les pirates qui occupaient les côtes de l'Istrie et mit la région sous sa domination.
Dans les années 1200, Venise atteignit le comble de sa puissance, en dominant les routes commerciales de Méditerranée et avec l'Orient. Lors de la quatrième croisade (1202-1204), Venise annexa les îles et les ports de l'empire byzantin les plus importants commercialement. La conquête des ports de Corfou (1207) et de Crète (1209) lui garantit le commerce vers l'Orient, et ce, jusqu'en Syrie et en Égypte, points terminaux des flux commerciaux. À la fin du XIVe siècle, Venise était la puissance commerciale maîtresse de la Méditerranée et devait rester l'État le plus riche d'Europe.

### République de Pise

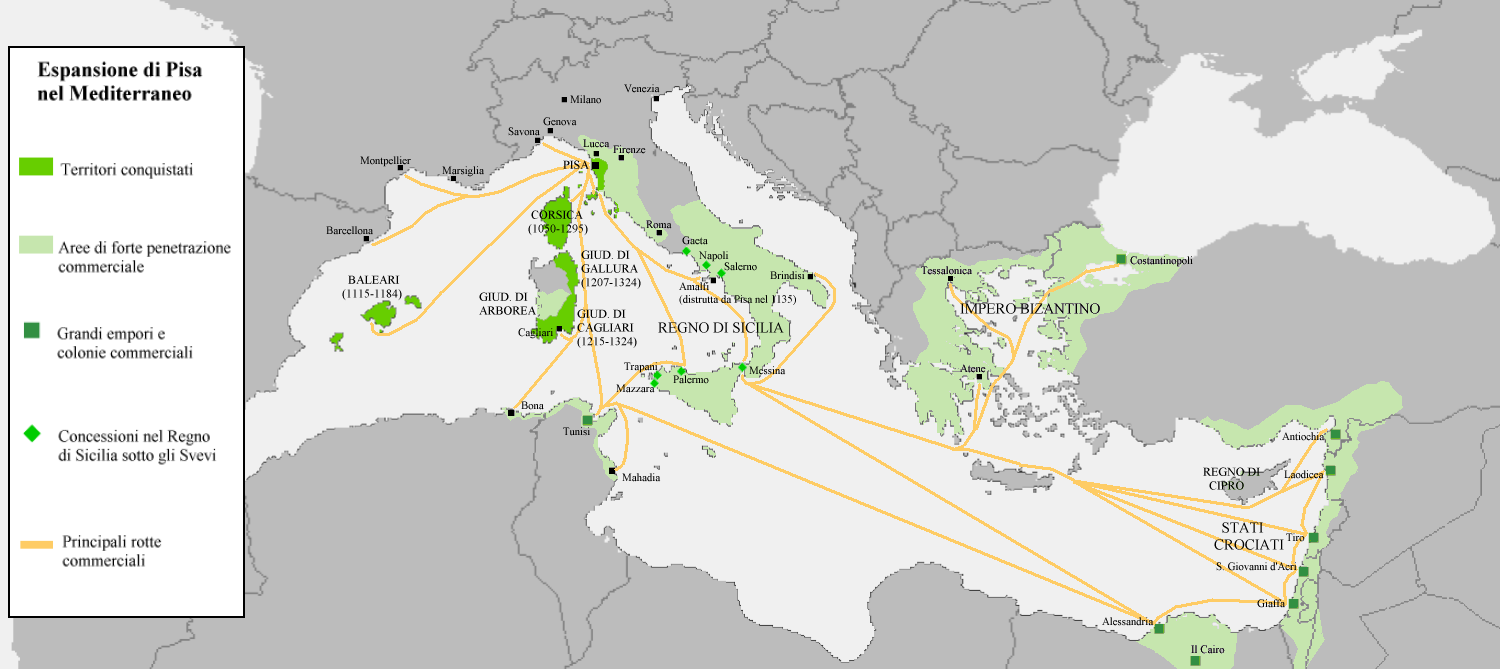
Les routes commerciales de Pise

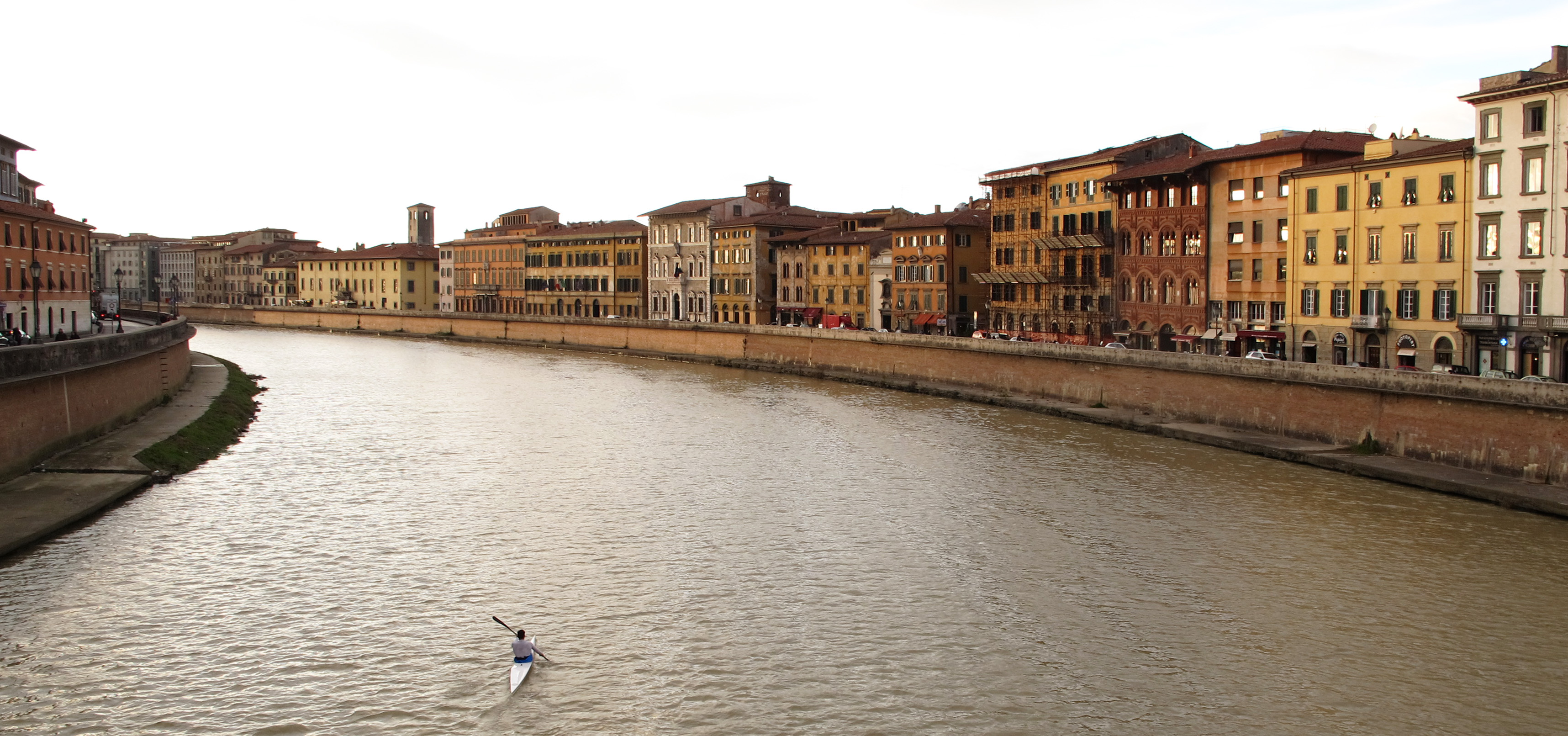
L'Arno à Pise

En 1016, Pise et Gênes s'allièrent pour repousser les Sarrasins en conquérant la Corse et la Sardaigne, et ainsi prendre le contrôle de la mer Tyrrhénienne tout entière. Un siècle plus tard, Pise conquit également les îles Baléares.
Pise avait établi son port à l'embouchure de l'Arno, à Porto Pisano. La république atteignit l'apogée de sa splendeur entre les XIIe et XIIIe siècles, à l'époque où ses navires contrôlaient la Méditerranée occidentale. Cependant, la rivalité entre Pise et Gênes s'accentua au XIIIe siècle, notamment à travers le contrôle de la Corse, les faveurs du Saint-Siège et, au-delà, le contrôle tout entier de la mer Tyrrhénienne. La bataille navale de la Meloria (1284) se solda par une défaite pisane face aux forces génoises, au large de Livourne, près de l'embouchure de l'Arno. Cet évènement marqua le début du déclin de la puissance pisane, avec l'abandon de la Corse à Gênes et la cession d'une partie de la Sardaigne (1299).
Pise ne fut plus alors qu'une cité-État de Toscane, en constante rivalité avec Florence, mais sans réelle prétention sur la mer.

### République de Gênes

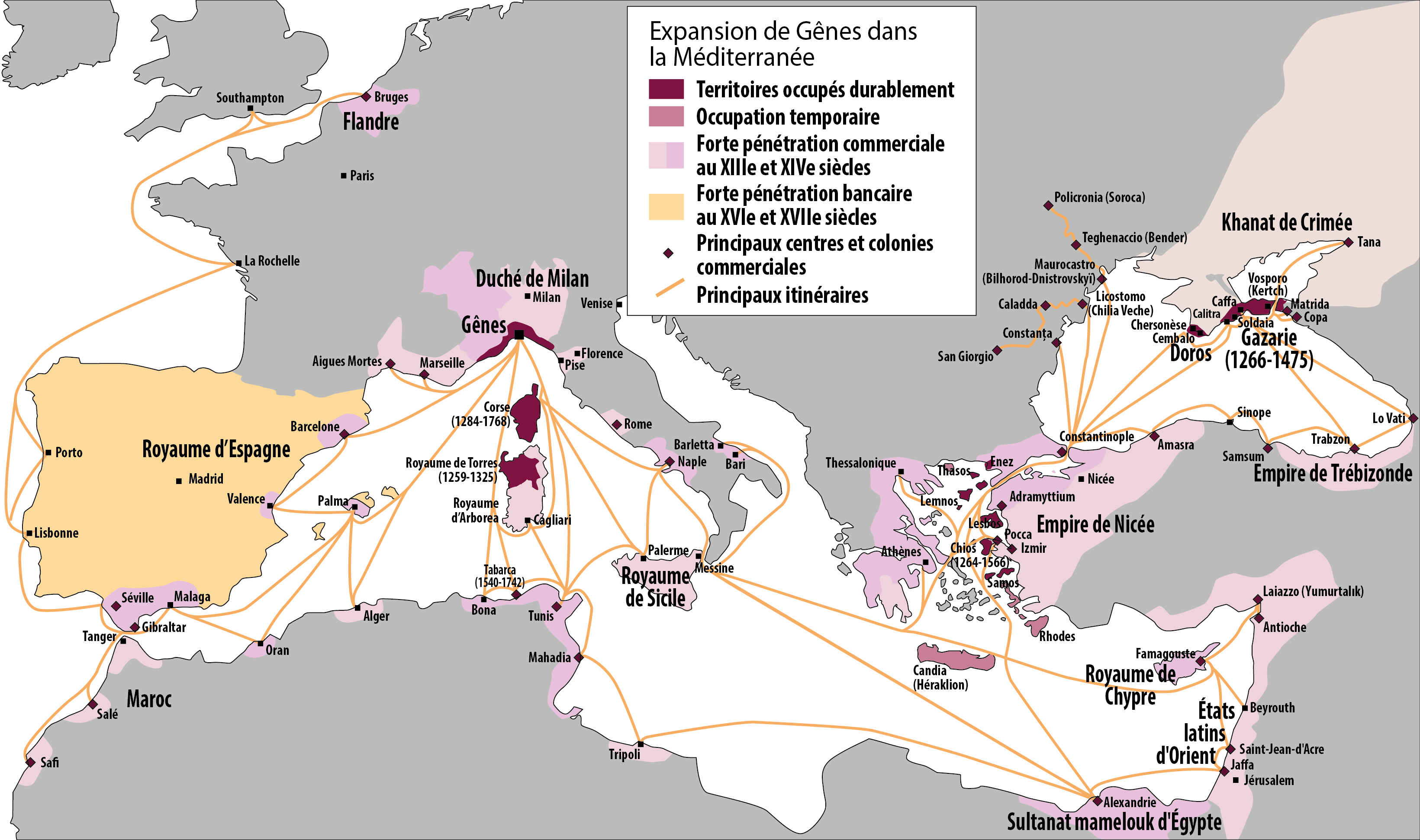
Les routes commerciales de Gênes

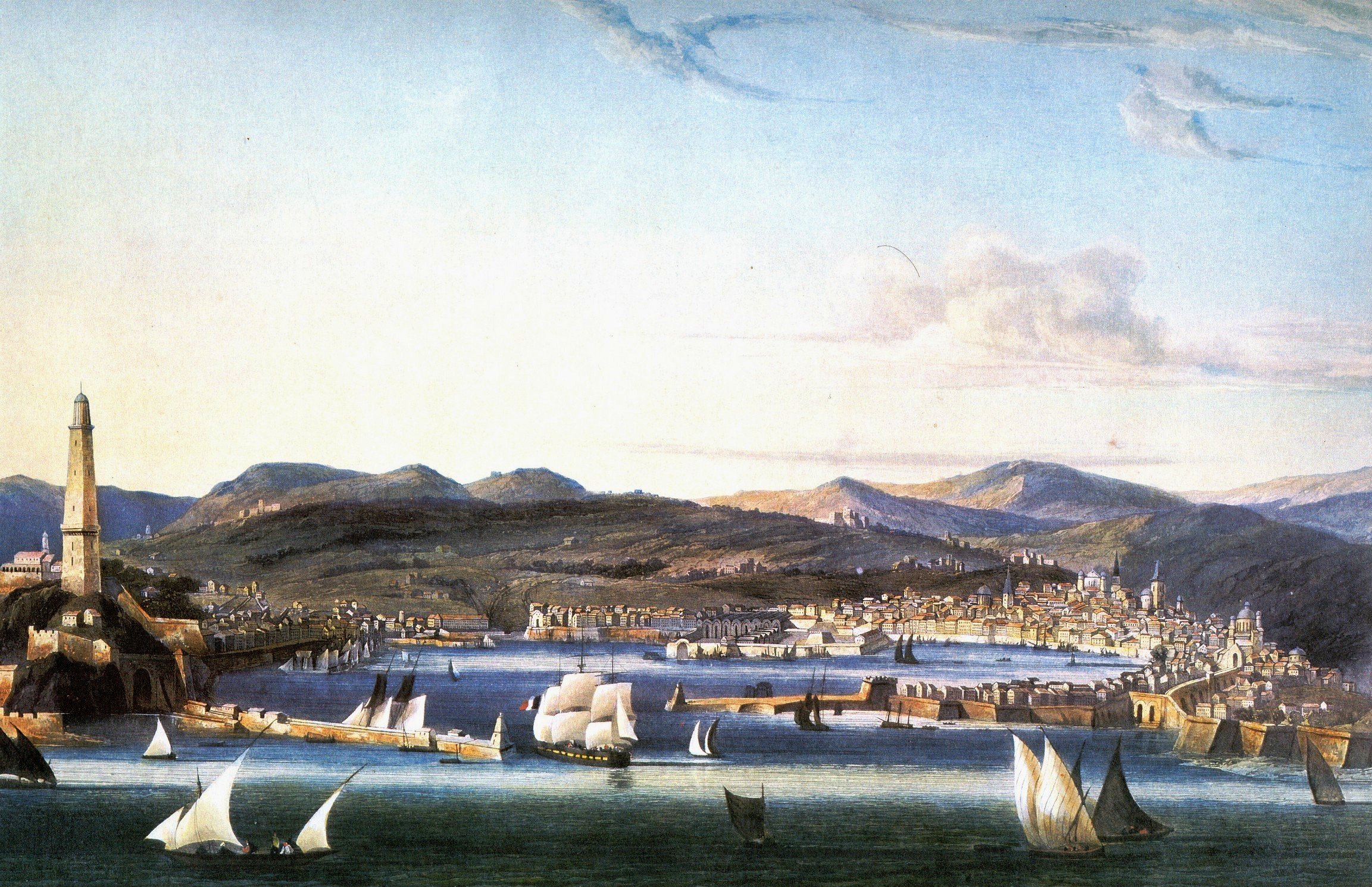
Port de Gênes au XIXe siècle.

Après le sac de la ville par les Sarrasins (Xe siècle), ses habitants se tournèrent de nouveau vers la mer. La force de sa flotte lui apporta la reconnaissance, par l'empereur du Saint-Empire, de ses revendications d'autonomie sur les plans législatif et économique.
Son alliance avec sa rivale, Pise, permit la libération de la mer Tyrrhénienne des pirates musulmans, grâce à la reconquête de la Corse, de la Sardaigne, des Îles Baléares et de la Provence.
La constitution de la Compagna Communis (Compagnie communale), en 1099, réunion de toutes les corporations de la ville (nommées Compagne), à laquelle adhérèrent les seigneurs de toutes les vallées environnantes, ainsi que ceux du littoral, marqua la naissance du gouvernement génois.
La fortune de la commune augmenta grandement grâce à sa participation à la première croisade, croisade dont les Génois furent d'importants protagonistes et qui offrit le privilège pour la communauté génoise d'essaimer en de nombreux lieux en Terre sainte. La république de Gênes atteint son apogée au XIIIe siècle grâce au traité de Nymphée, passé en 1261 avec l'empereur byzantin Michel VIII Paléologue, et qui excluait les Vénitiens des détroits qui mènent à la mer Noire. De plus, la bataille de la Meloria (1284), au large de Livourne, se solda par une défaite définitive pour Pise et le contrôle de la mer Tyrrhénienne par Gênes.
En outre, en 1298, les Génois battirent la flotte vénitienne près de l'île dalmate de Curzola. Ainsi, la domination des mers resta l'apanage de Gênes pendant près de soixante-dix ans, et ce jusqu'à la seconde grande guerre avec Venise, qui culmina avec la bataille de Chioggia-Tenedo en 1372. Pendant l'affrontement entre les républiques de Venise et de Gênes, le Vénitien Marco Polo fut fait prisonnier et lors de son emprisonnement dans le palais Saint-Georges, il dicta à son camarade de cellule, Rustichello de Pise, le récit de ses voyages.
Après la parenthèse sombre du XVe siècle, marquée par les épidémies de peste et les dominations étrangères, la ville connut un accès de splendeur d'environ un siècle, à la suite de sa libération par Andrea Doria en 1528. Bien que la vieille aristocratie maintînt une vitalité essentielle, avant tout dans le domaine économique, la République, visée des grandes puissances limitrophes telles que la France et la Savoie, fut écrasée par la vague napoléonienne en 1805. En 1815, Gênes fut annexé au royaume de Sardaigne, ce qui en réduit définitivement la prospérité et provoqua l'émigration, ses meilleurs ouvriers ainsi que d'une grande partie de la population rurale vers les Amériques.

### République d'Ancône

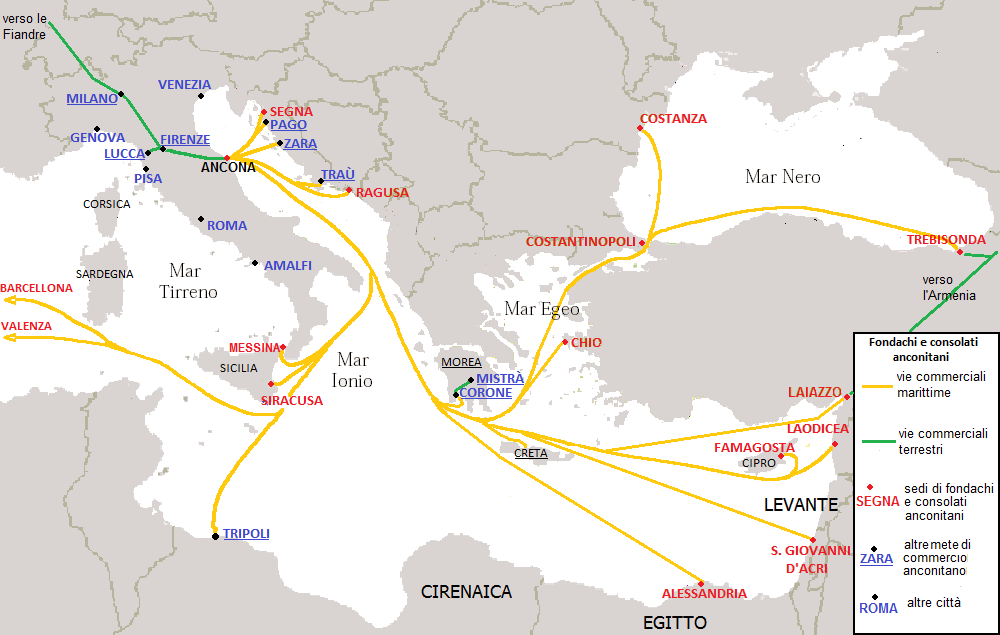
Les routes commerciales d'Ancône.

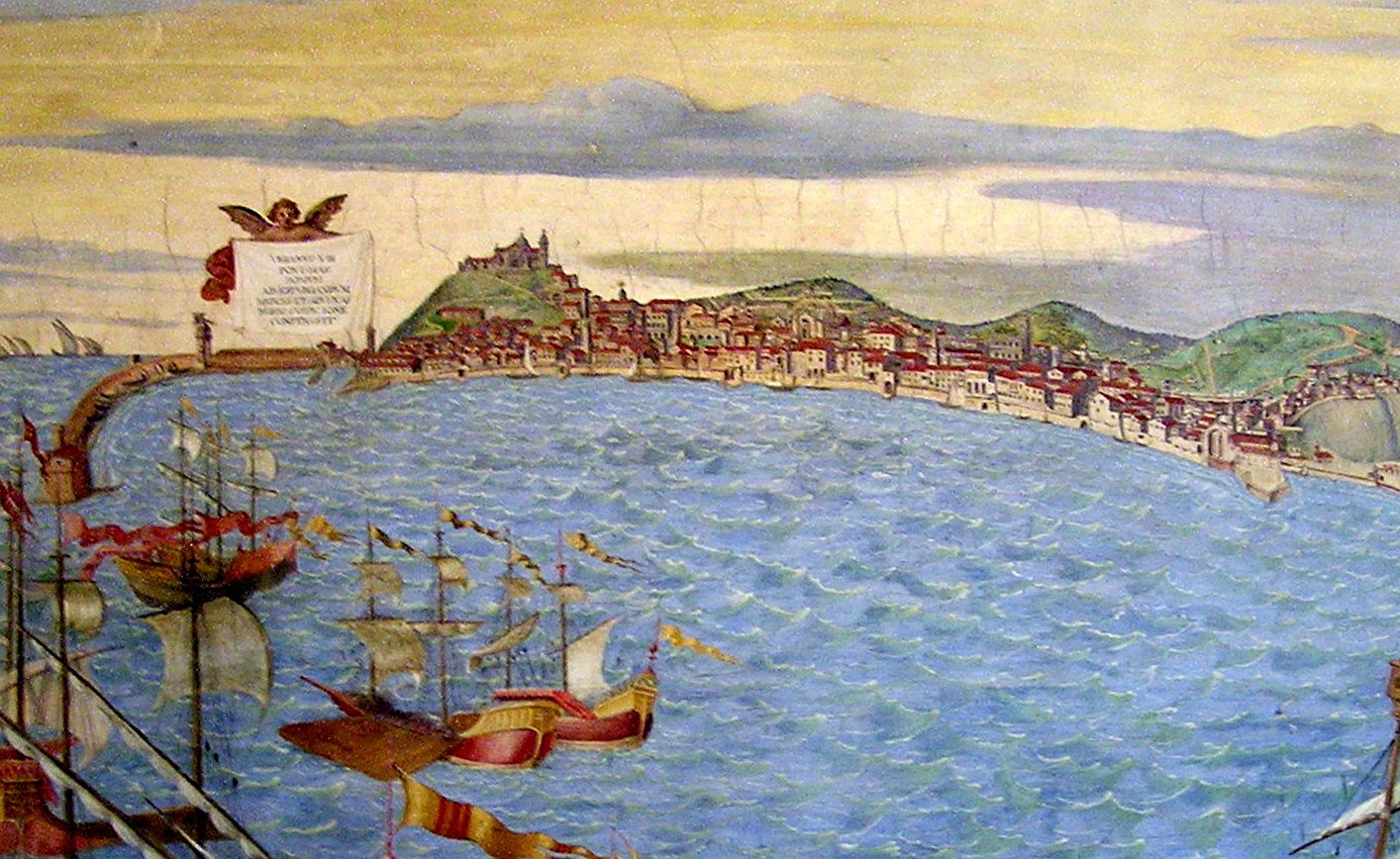
Port d'Ancône (XVIe siècle).

Après le sac de Ancône par les Sarrasins (839), la ville s'est tourné de nouveau vers la mer et au XIe siècle s'émancipe de la Marche d'Ancône et s'enrichit du commerce avec l'Orient, malgré la concurrence redoutable de Venise. La république d'Ancône était toujours alliée à la république de Raguse et de l'Empire byzantin. 
Elle résiste au siège de Lothaire III en 1137, puis de Frédéric Barberousse en 1167 et de Venise en 1174. Ce dernier siège terrible dure du 1er avril à la mi-octobre. La tutelle affirmée du Saint-Siège par la ville libre est un moyen commode pour la république anconitaine de garder sa liberté d'action.
Après le siège, Ancône est devenue un grand port adriatique ouvrant le voyage vers la Méditerranée orientale. En 1219, François d'Assise s'embarque pour l'Orient à Ancône. La cathédrale Saint-Cyriaque à coupole polygonale et les multiples petites églises témoignent de cette époque de foi chrétienne. La loge des marchands, construite au XIVe siècle dans un style gothique, rappelle le regain de l'activité économique au siècle suivant. 
En 1532, date de réussite d'une longue et dispendieuse politique papale d'accroissement de ses États, la ville annexée simplement par le Pape perd son indépendance et s'incorpore dans les propriétés des États pontificaux sous le pape Clément VII.

### République de Raguse

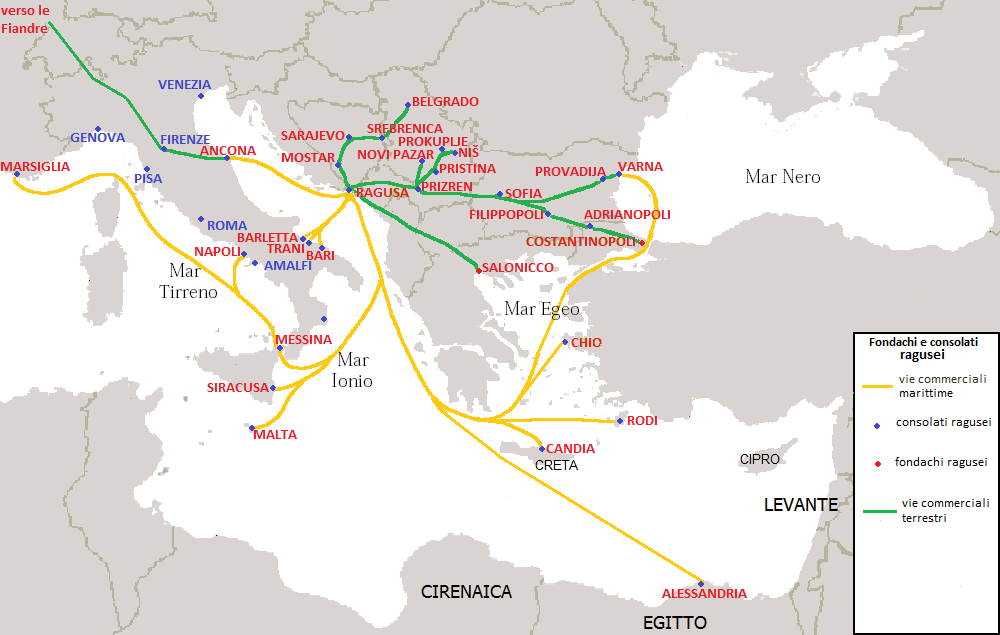
Les routes commerciales de Raguse.

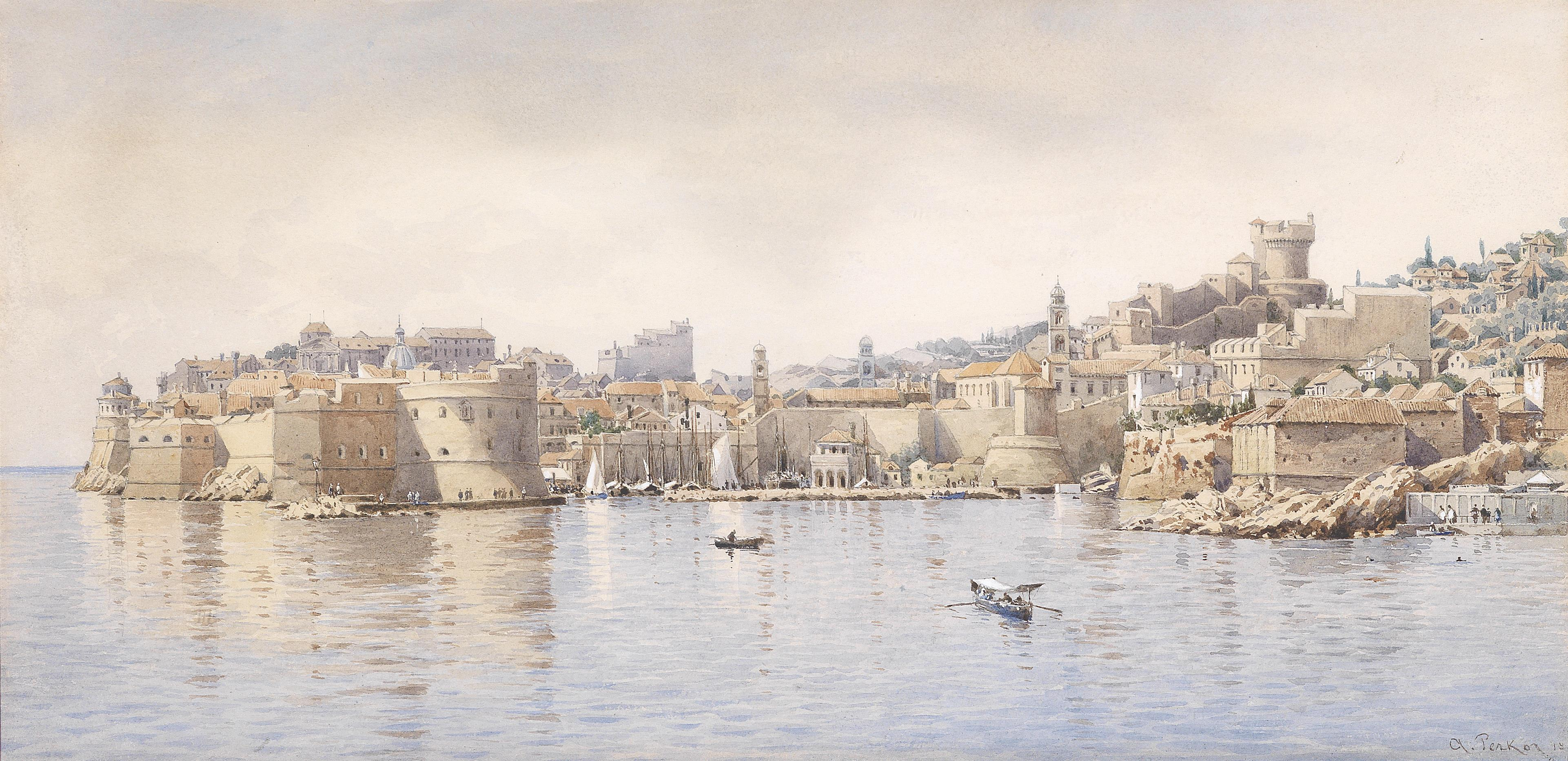
Port de Raguse (1896)

La république de Raguse, toujours alliée à la république d'Ancône, était une cité-État et une république maritime dont la ville centre était Raguse (en croate, Dubrovnik). Elle fut créée à la suite du traité de Zadar le 27 juin 1358 et exista jusqu'à l'annexion française le 31 janvier 1808.
Elle était gouvernée par un recteur, élu chaque mois. Celui-ci était logé au palais du recteur, où il ne recevait ni amis, ni famille, se consacrant entièrement à sa tâche. 
Elle s'étendait sur un territoire englobant le sud de la Dalmatie de l'actuelle Croatie.
En 1416, la république de Raguse abolit le servage. En 1418, elle est le premier pays européen (parmi ceux qui le pratiquaient) à abolir l'esclavage et, donc, à interdire le commerce des esclaves (musulmans ou africains en pays chrétien, chrétiens ou africains en pays musulman). Durant les XVe et XVIe siècles, elle développa son commerce entre l'Europe orientale et les ports de la Méditerranée.